# قانون موزلی

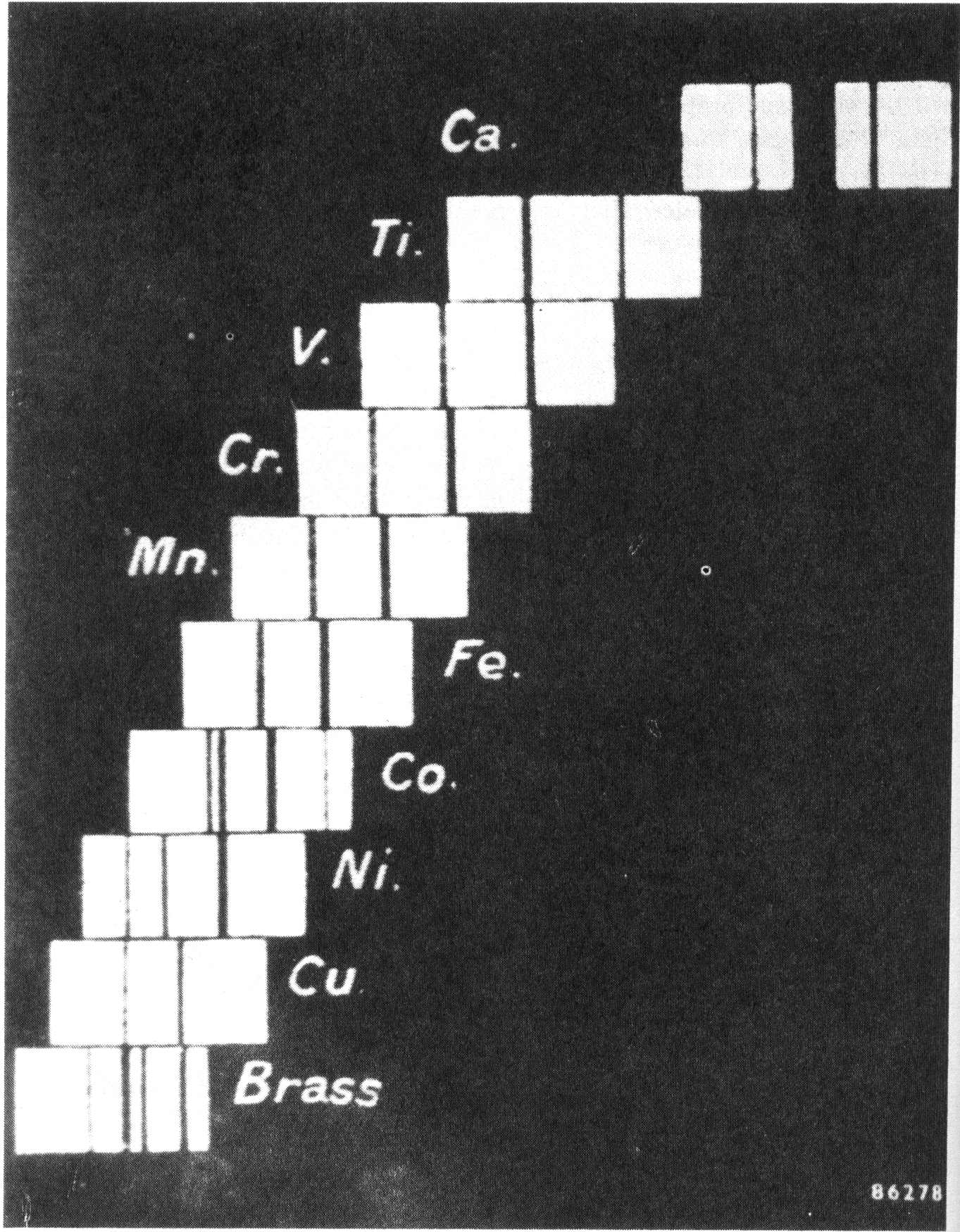

قانون موزلی یک قانون تجربی در مورد پرتوهای ایکس مشخصی است که از اتم‌ها ساطع می‌شود. این قانون توسط فیزیکدان انگلیسی هنری موزلی در سالهای ۱۹۱۳–۱۹۱۴ کشف و منتشر شد. تا قبل از کار موزلی، «عدد اتمی» صرفاً جای یک عنصر در جدول تناوبی بود و مشخص نبود که با هیچ کمیت فیزیکی قابل اندازه‌گیری مرتبط باشد. به‌طور خلاصه، قانون می‌گوید که جذر فرکانس پرتو ایکس ساطع شده تقریباً متناسب با عدد اتمی است:
- ضبط عکس از خطوط پرتو ایکس Kα و Kβ برای طیف وسیعی از عناصر. توجه داشته باشید که برای عنصر پراکنده استفاده شده، موقعیت خط متناسب با طول موج (و نه انرژی)است.

## تاریخچه

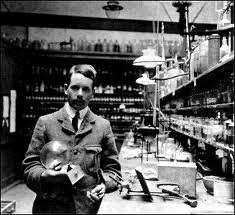
هنری موزلی، یک لوله اشعه ایکس در دست دارد.

جدول تناوبی تاریخی تقریباً با افزایش وزن اتمی مرتب شد، اما در چند مورد معروف، ویژگی‌های فیزیکی دو عنصر نشان می‌دهد که سنگین‌تر باید مقدم بر سبک‌تر باشد. به عنوان مثال کبالت با وزن اتمی ۵۸٫۹ و نیکل با وزن اتمی ۵۸٫۷ است. هنری موزلی و سایر فیزیکدانان از پراش پرتو ایکس برای مطالعه عناصر استفاده کردند و نتایج آزمایشات آنها منجر به سازماندهی جدول تناوبی با شمارش پروتون شد.